# Aline Mandrillon
Aline Mandrillon (1970) è un'ex sciatrice alpina francese.

## Biografia
Specialista delle prove veloci originaria di Lamoura, la Mandrillon debuttò in campo internazionale in occasione dei Mondiali juniores di Madonna di Campiglio 1988, dove vinse la medaglia di bronzo nel supergigante, e disputò alcune gare in Coppa del Mondo senza ottenere piazzamenti di rilievo; non prese parte a rassegne olimpiche o iridate.

## Palmarès

### Mondiali juniores
- 1 medaglia:
  - 1 bronzo (supergigante a Madonna di Campiglio 1988)